# Rathaus Straubing

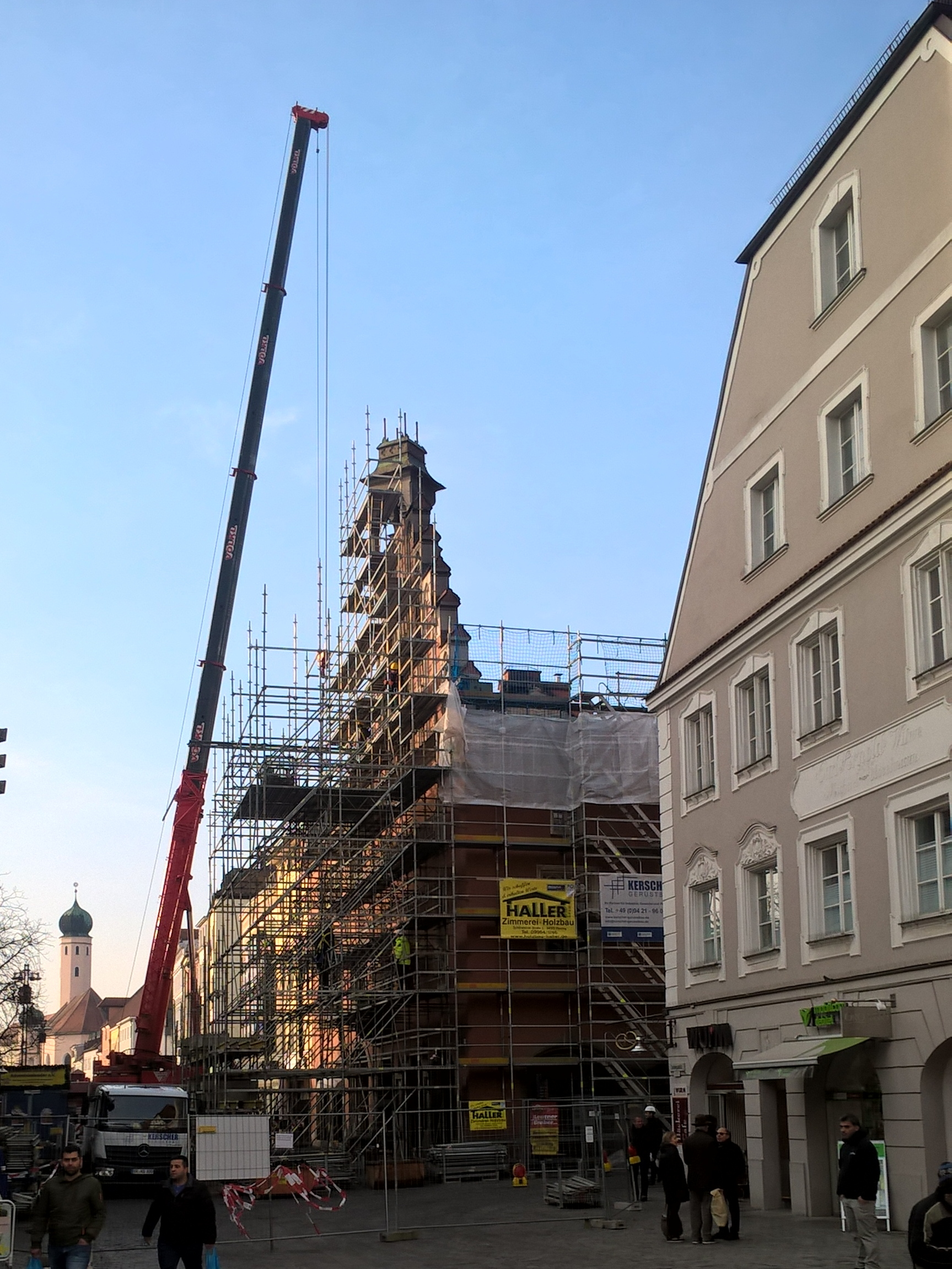
Rathaus Straubing fünf Tage nach dem Großbrand im November 2016

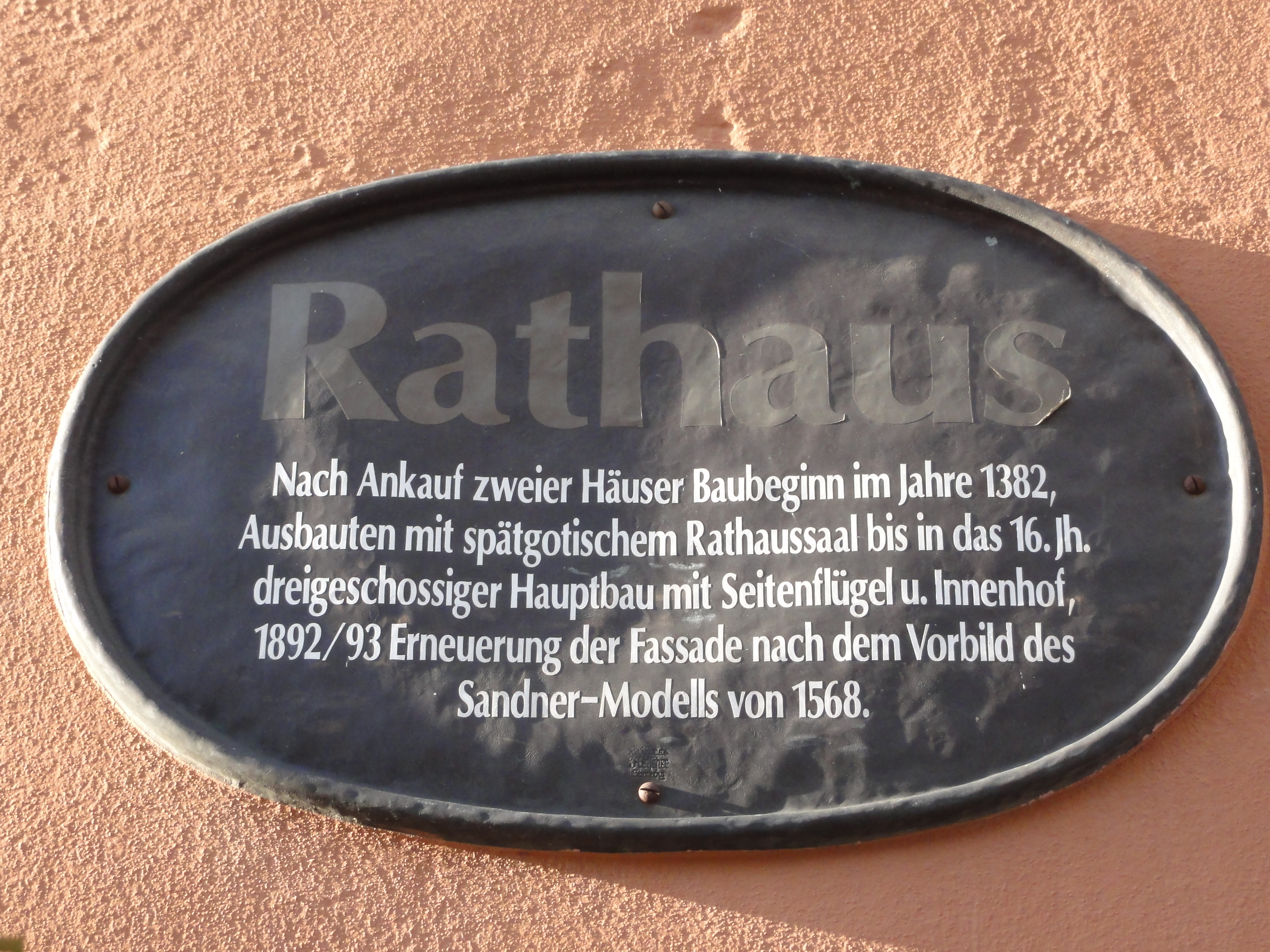
Schild am Rathaus in Straubing

Das Rathaus Straubing befindet sich in der 1218 gegründeten Neustadt Straubings und besteht aus mehreren verbundenen Gebäuden. 1382 wurde das erste Gebäude von einem Handelshaus in ein Rathaus umgewandelt; seitdem dient es als Dienstsitz für die Stadtverwaltung und den Stadtrat. Im Jahre 1893 erhielt es eine neogotische Fassade, die ein Wahrzeichen der Stadt ist.
Große Teile der eigentlichen Stadtverwaltung sind in den Gebäuden des ehemaligen  Chorherrenstifts St. Jakob und St. Tiburtius untergebracht, welche an das historische Rathaus direkt angrenzen.
Am 25. November 2016 wurde der historische Gebäudeteil des Rathauses durch einen Brand stark beschädigt, ein originalgetreuer Wiederaufbau wird angestrebt. Bei dem Brand wurde auch der kunstgeschichtlich wertvolle gotische Ratsaal vernichtet, eines der wenigen Beispiele dieser Epoche in Bayern und Deutschland.
Der Wiederaufbau hat 2020 begonnen und soll 3 Jahre dauern.

## Gebäude
Erstmals erwähnt wurde das Gebäude 1382, später wurde es mehrmals umgebaut. Anfang des 19. Jahrhunderts wurde auf Betreiben der Straubinger das Rathaus „modernisiert“ und die gotische Giebelwand abgerissen, stattdessen wurde ein Walmdach aufs Rathaus gesetzt. Die gotische Fensterfront wäre beinahe auch beseitigt worden, hätte nicht die Regierung von Niederbayern die Bauherrn darauf hingewiesen, dass König Ludwig I. die Beseitigung „solcher Altertümer an öffentlichen Gebäuden ungern“ sehe. Ende des 19. Jahrhunderts wurde der Giebel dann im Zuge einer neugotischen Umgestaltung wieder rekonstruiert und mit einem Glockenturm versehen, er hat auch das verheerende Feuer im November 2016 überstanden. Auch der mittelalterliche Dachstuhl des Längstraktes ist zum Teil verschont worden, unter den abgeplatzten Putzschichten kamen Wandmalereien hervor. Ansonsten ist die Dachkonstruktion aus dem Jahr 1827 verbrannt. Der Rathaussaal mit seinen gotischen Fenstern als ein Zeugnis der mittelalterlichen Tradition Straubings wurde komplett zerstört, ebenso wurden der Sitzungssaal, in dem der Stadtrat tagte, und der Blaue Salon schwer beschädigt. Die Höhe der Investition zur Wiederherstellung des Rathauses wird auf 46,5 Millionen Euro geschätzt, wovon sechs Millionen Euro aus Bundesmitteln beigesteuert werden.

## Stadtverwaltung
Die Stadtverwaltung untersteht dem Oberbürgermeister in seiner Funktion als Behördenleiter; diesem ist das Rechnungsprüfungsamt und der Gleichstellungsbeauftragte direkt unterstellt. Die weitere Untergliederung besteht aus vier Referaten:

### Referat 1: Recht und Kommunales
mit Haupt- und Finanzausschuss, Ferienausschuss, Personalausschuss, Umweltausschuss, Festausschuss und Rechnungsprüfungsausschuss

### Referat 2: Ordnung, Soziales und Integration
mit Ausschuss für Ordnungsangelegenheiten (zugleich Ausschuss für Gesundheit, Ernährung, Verbraucherschutz und Veterinärwesen), Sozialausschuss, Jugendhilfeausschuss, Verwaltungsrat des Jugendzentrums (Unterausschuss des Jugendhilfeausschusses), Schulausschuss, Kultur- und Partnerschaftsausschuss und Sportausschuss

### Referat 3: Finanzen und Organisation
mit Liegenschaftsausschuss und Stiftungsausschuss

### Referat 4: Planung und Bau
mit Bauausschuss (zugleich Ausschuss für Erschließungsfragen) und Stadtentwicklungsausschuss (zugleich Wirtschaftsausschuss)